# Štip
Štip (makedonski: Штип) najveći je grad na istoku Sjeverne Makedonije i sjedište je istoimene općine.
Nalazi se na razmeđi između triju prostranih kotlina: Lakavice, Ovčeg Pola, i Kočana. Kao naselje egzistira više od 2000 godina.

## Stanovništvo
Štip po podatcima iz 2002. godine ima 43.625 stanovnika. 

## Povijest
Štip (Astibo/Astibos) u antičko doba (5. – 9 st. pr. Kr.) bio je prijestolnica plemena Peona koja su tada nastanjivala taj prostor. Makedonski kralj Aleksandar I. oko 360. pr. Kr. priključio ih je svojoj državi.
U rimsko doba, za vrijeme Tiberija (14. – 37.) grad je postao sjedište rimske provincije Paeonie i važna točka na putu između antičkih gradova Stobija i Pautalije.
U 3. st stoljeću Astibo je razoren za barbarskih provala, naročito Gota, na istom mjestu podignuto je novo naselje Estipeon. U 5. st i 6. st stoljeću Avari i Slaveni (pleme Sagudati) razorili su bizantski grad i naselili se na tom prostoru, od tada grad nosi ime Štip. Jedan kratak period bio je pod bugarskom vlašću, nakon toga pod Bizantom, a nakon bitke kod Velebužda osvojio ga je srpski vladar Stefan Dečanski. Od 1382. godine njime vlada Otomansko Carstvo i mijenja ime naselja u Ishtib.
U vrijeme Kraljevine Jugoslavije u Štipu je bila velika vojarna. Danas je vojska Sjeverne Makedonije od toga kompleksa napravila dvije vojarne: “Jane Sandanski” i “Ilinden”. Štip se je razvio kao gospodarsko središte većega dijela Ovčega polja, doline donje Bregalnice i južnoga dijela Kočanske kotline. Godine 2016. imao je oko 45.000 stanovnika. U neovisnoj Sjevernoj Makedoniji mala zajednica Hrvata osnovala je svoju udrugu: Zajednica Hrvata Libertas.

## Zemljopisni položaj
Grad je na dvije rijeke: Bregalnice (druga po veličini rijeka u Sjevernoj Makedoniji) i Otinje (ljeti gotovo presuši) koja dijeli grad na pola. Okružen je planinom Plačkovica na istoku, dolinom Krivolak na jugoistoku, i estuarija rijeke Bregalnice na jugozapadu, i njenim naplavinama na sjeveru.

## Znamenitosti
Gradom dominiraju ostatci stare utvrde na brdu Isar. U njegovu podnožju sa svake strane nalaze crkve (one formiraju križ i trebale su je duhovno čuvati) Sv. Vlasilij (1337.), Sv. Arhangel Mihail (1332.), Sv. Jovan Krstitel (1350.), Sv. Nikola (1341.) i Sv. Spas (1369.)
Od zanimljivosti u gradu je kamena zgrada Bezistana (za otomanskih vremena to je bila natkrivena tržnica: Bazar), ostavština je islamske arhitekture, danas je u funkciji umjetničke galerije. U starom dijelu grada postoje brojne zgrade dignute u staromakedonskom stilu arhitekture. U blizini grada su ostatci stare utvrde Bargala.

## Gospodarstvo
Štip ima solidno razvijenu tekstilnu industriju, i regionalni je centar trgovine. 

## Vanjske poveznice
- Službene stranice grada Štipa
- Štip Online  Arhivirana inačica izvorne stranice od 6. travnja 2009. (Wayback Machine)